# 紅鯡魚招股書
紅鯡魚招股書（Red herring prospectus），在公司首次发行股票（IPO）时的一种尽职调查，以取得公众的信任和得到政府机构的批准。在等待期，承销商可以向投资者提供初步募股说明书，它和最终正式的募股说明书的唯一差别就在于它不含交易细节，即没有发行价、承销折扣等价格信息。通常，注册说明书一提交后，承销商就开始发布初步募股说明书。由于此时证券注册还没有生效，SEC要求该说明书必须在封面用红字写明这一点（这段话如下：此处的信息可以更完善或加以修订。此证券的注册申请已提交给SEC，但还未生效。在注册正式生效前，不得出售证券，也不能接受书面申购。）红鲱鱼由此得名。